# Enicmus amici
Enicmus amici es una especie de coleóptero de la familia Latridiidae.

## Distribución geográfica
Habita en Austria.